# Eunidia tubericollis
Eunidia tubericollis là một loài bọ cánh cứng trong họ Cerambycidae.